# 小行星4673
小行星4673（4673 Bortle）是一颗绕太阳运转的小行星，为主小行星带小行星。该小行星于1988年6月8日发现。

## 轨道参数
小行星4673的轨道半长轴为2.5503448 UA，离心率为0.058。